# Jag måste kyssa dig
"Jag måste kyssa dig" är en låt skriven av Nanne Grönvall, Peter Grönvall, Ingela "Pling" Forsman som Nanne Grönvall framförde i Melodifestivalen 2007. Bidraget deltog i semifinalen i Örnsköldsvik den 17 februari 2007, och gick därifrån vidare till andra chansen. Väl där missade bidraget finalen i Globen.
Singeln låg som bäst på 14:e plats på den svenska singellistan. På Svensktoppen testades melodin, men missade att ta sig in på listan.
Jag måste kyssa dig är även namnet på det musikalbum som Nanne släppte 21 mars 2007.
I Dansbandskampen 2009 framfördes låten av Torgny Melins, då Nanne Grönvall var kvällens tema i deltävlingens andra omgång.

## Listplaceringar
| Lista (2007-2008) | Topplacering |
| ----------------- | ------------ |
| Sverige           | 14           |